# François Mazet
François Mazet, född 24 februari 1943 i Paris, är en fransk racerförare.

## Racingkarriär
Mazet vann det franska F3-mästerskapet för Winfield Racing i en Tecno 1968. Han tävlade senare i formel 2 för Brabham och Chevron. Mazet deltog i ett formel 1-lopp i en privat March-Ford i Frankrikes Grand Prix 1971 och slutade där på trettonde plats.

## F1-karriär
| Säsong | Stall/Tillverkare               | Poäng | Placering |
| ------ | ------------------------------- | ----- | --------- |
| 1971   | Siffert Racing Team(March-Ford) | 0     | –         |